# Embriòfits
Els embriòfits (Embryophyta) o metàfits (Metaphyta) són organismes eucariotes pluricel·lulars amb òrgans reproductors especialitzats que, amb poques excepcions, fan la fotosíntesi oxigènica i utilitzen el diòxid de carboni.
Són un clade (grup monofilètic) format pels descendents de certes algues verdes que, al llarg del Paleozoic, van adquirir una sèrie d'adaptacions a la vida fora del agua i que són, per tant, els responsables de la colonització de la terra ferma por part de les plantes. Principalment viuen en hàbitats terrestres, contrastant amb les algues verdes que són principalment aquàtiques.
Les Charales són un exemple d'aquest pas evolutiu. Aquestes plantes, semblants a les algues, tenen una alternança de generacions entre organismes haploides i diploides que respectivament donen lloc als gametòfits i esporòfits.

## Diversitat i classificació
El clade Embryophyta comprèn totes les plantes terrestres: els briòfits (hepàtiques i molses), els licopodis, les falgueres, i les plantes amb llavor, entre les quals hi ha les gimnospermes i les angiospermes.

### Briòfits(s. l.)
Tanmateix, en els primers embriòfits, els esporòfits eren molt diferents en estructura i funció, romanen petits i dependents de la planta progenitora en tota la seva breu vida. Inclouen aquests tres grups supervivents:
- Bryophyta s. str. (molses)
- Anthocerotophyta
- Marchantiophyta (hepètiques)

### Plantes vasculars(Tracheophyta)
Altres plantes més adaptades a les condicions de la terra més o menys seca van aparèixer durant el període Silurià. Durant el període Devonià es van diversificar i estendre passant a ser les plantes vasculars o traqueòfites. Les plantes vasculars tenen teixits vasculars o traqueida, que transporten aigua i capes de cutícula resistent a la dessecació. En la majoria de les plantes vasculars l'esporòfit és l'individu dominant i desenvolupa veritables fulles, tiges i arrels, mentre que el gametòfit roman molt menut.
Moltes plantes vasculars es dispersen encara amb espores i això inclou a dos grups actuals:
- Lycopodiophyta (licopodis)
- Pteridophyta (falgueres i cues de cavall)

Altres grups que utilitzen llavors van aparèixer en el Paleozoic i s'anomenen espermatòfits En aquestes plantes el gametòfit està completament reduït en forma de pol·len i òvul, mentre que l'esporòfit comença la seva vida tancat en la llavor, inclouen els següents grups:
- Cycadophyta (cícades)
- Ginkgophyta (ginkgo)
- Pinophyta (coníferes)
- Gnetophyta (gnetae)
- Magnoliophyta (plantes amb flors)

Els primers quatre grups són les gimnospermes on l'esporòfit embrionari no està tancat fins després de la pol·linització. En contrast, en les plantes amb flors (magnoliòfits o angiospermes), el pol·len ha de fer créixer un tub pol·línic per penetrar a l'ovari. Les angiospermes van evolucionar a partir de les gimnospermes durant el període Juràssic i es van estendre durant el Cretaci.